# Cuauhxicalli

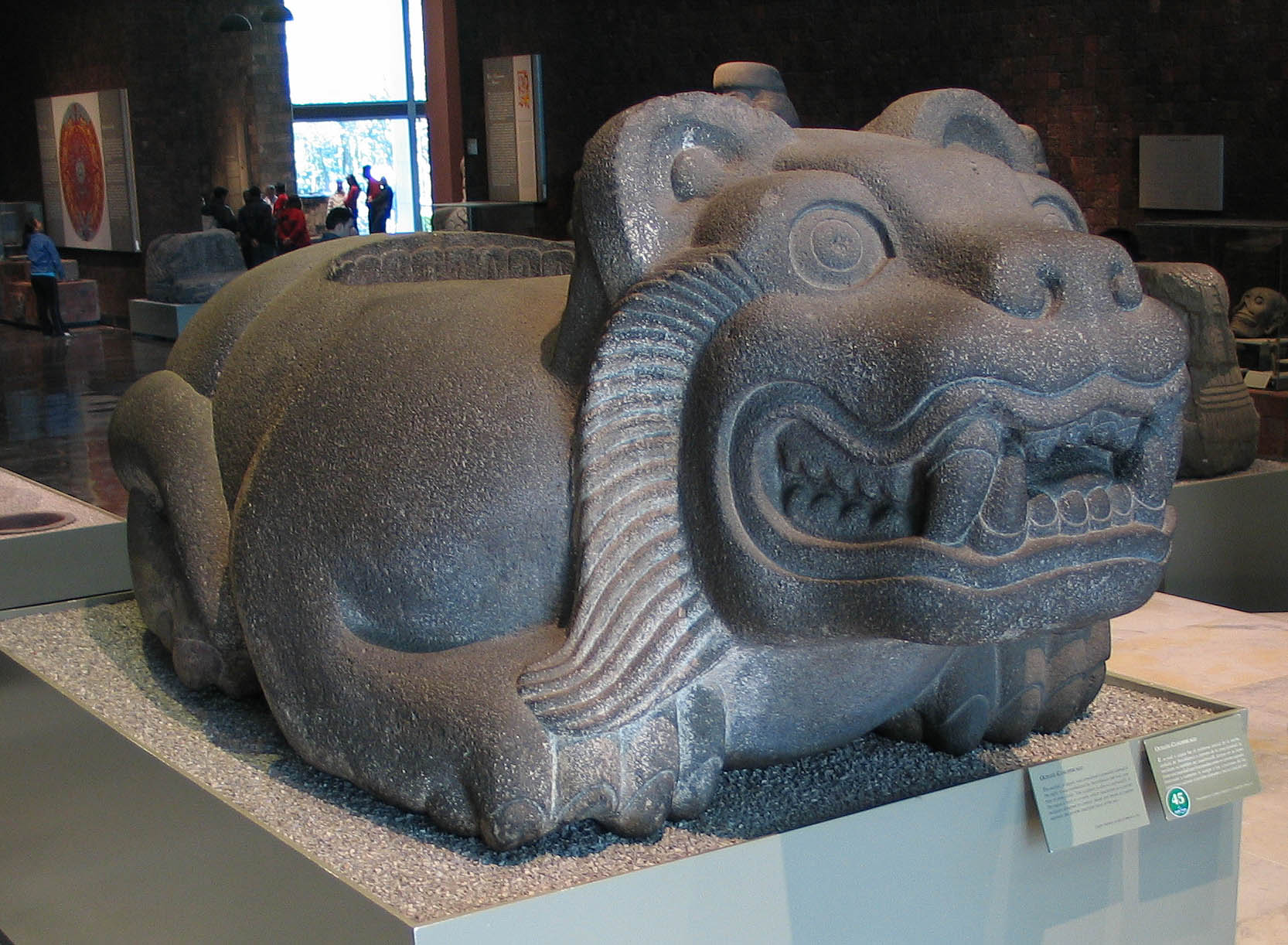
Cuauhxicalli con forma de jaguar en el Museo Nacional de Antropología de la Ciudad de México.

Un cuauhxicalli o quauhxicalli (en español cuāuhtli: águila, xīcalli: vaso, cuenco, recipiente; por lo tanto corresponde al "cuenco del águila") fue un vaso o recipiente de piedra usado por los aztecas para colocar los corazones de los humanos sacrificados en sus ceremonias. Un cuahxicalli era frecuentemente decorado con motivos zoomórficos, comúnmente águilas o jaguares.

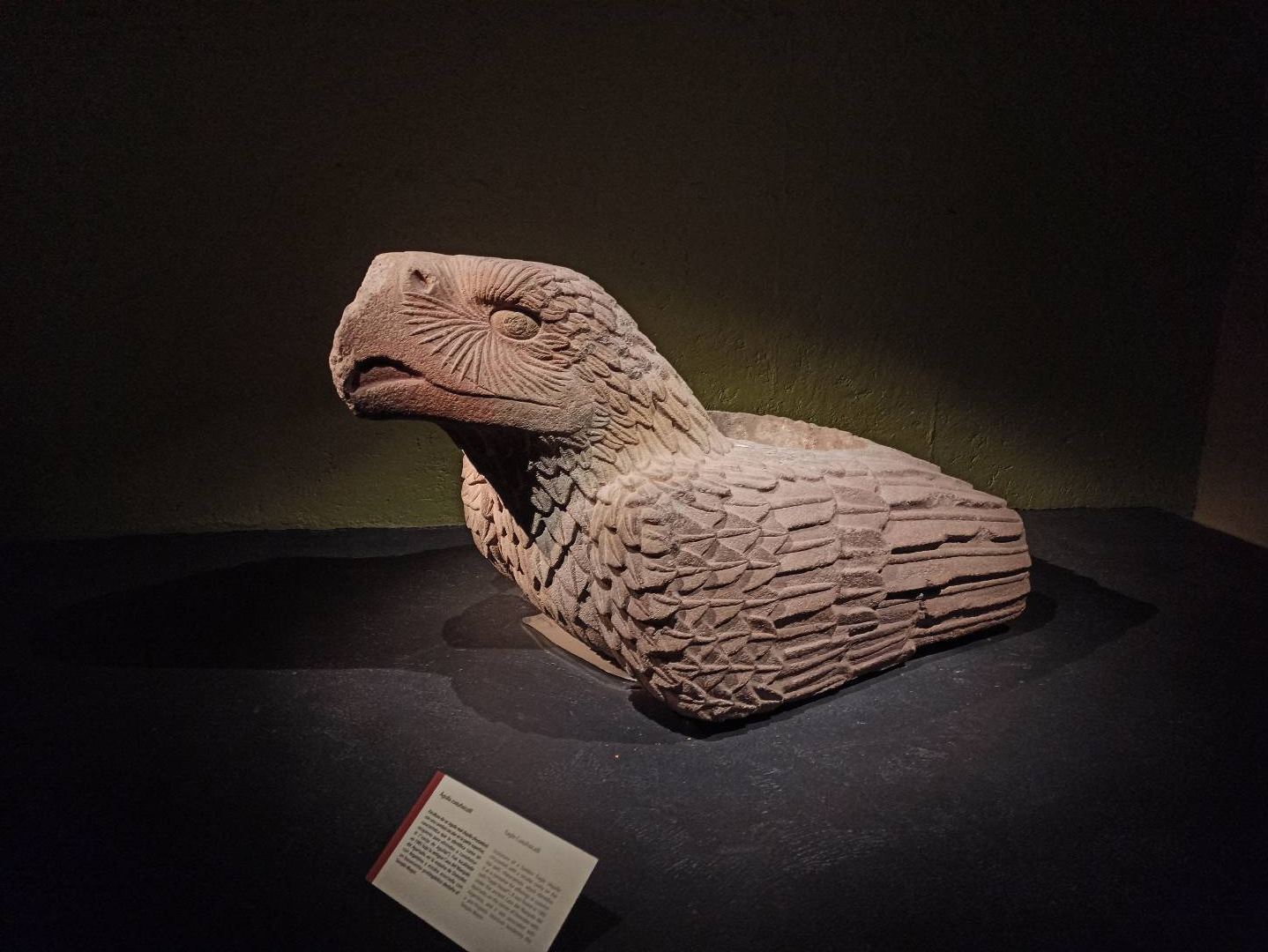
Cuauhxicalli con forma de águila, en el Museo del Templo Mayor

Otros cuauhxicallis son del tipo Chac Mool, con forma de humano reclinado sosteniendo un tazón en su vientre. Los más conocidos son una pareja formada por un jaguar (Sala Mexica del  Museo Nacional de Antropología) y un águila que destaca por su realismo, ambos extraídos de la zona arqueológica del Templo Mayor en la Ciudad de México y que se encuentran en el Museo del Templo Mayor.
- Datos: Q282158
- Multimedia: Cuauhxicalli / Q282158